# ورزشگاه آلبرتو پیکو
ورزشگاه آلبرتو پیکو (ایتالیایی: Stadio Alberto Picco) یک ورزشگاه فوتبال در شهر لا اسپتزیا، ایتالیا است. این ورزشگاه که در سال ۱۹۱۹ تأسیس شده ۱۱٬۴۶۶ نفر ظرفیت دارد و ورزشگاه خانگی باشگاه فوتبال اسپتزیا محسوب می‌شود.

## نگارخانه

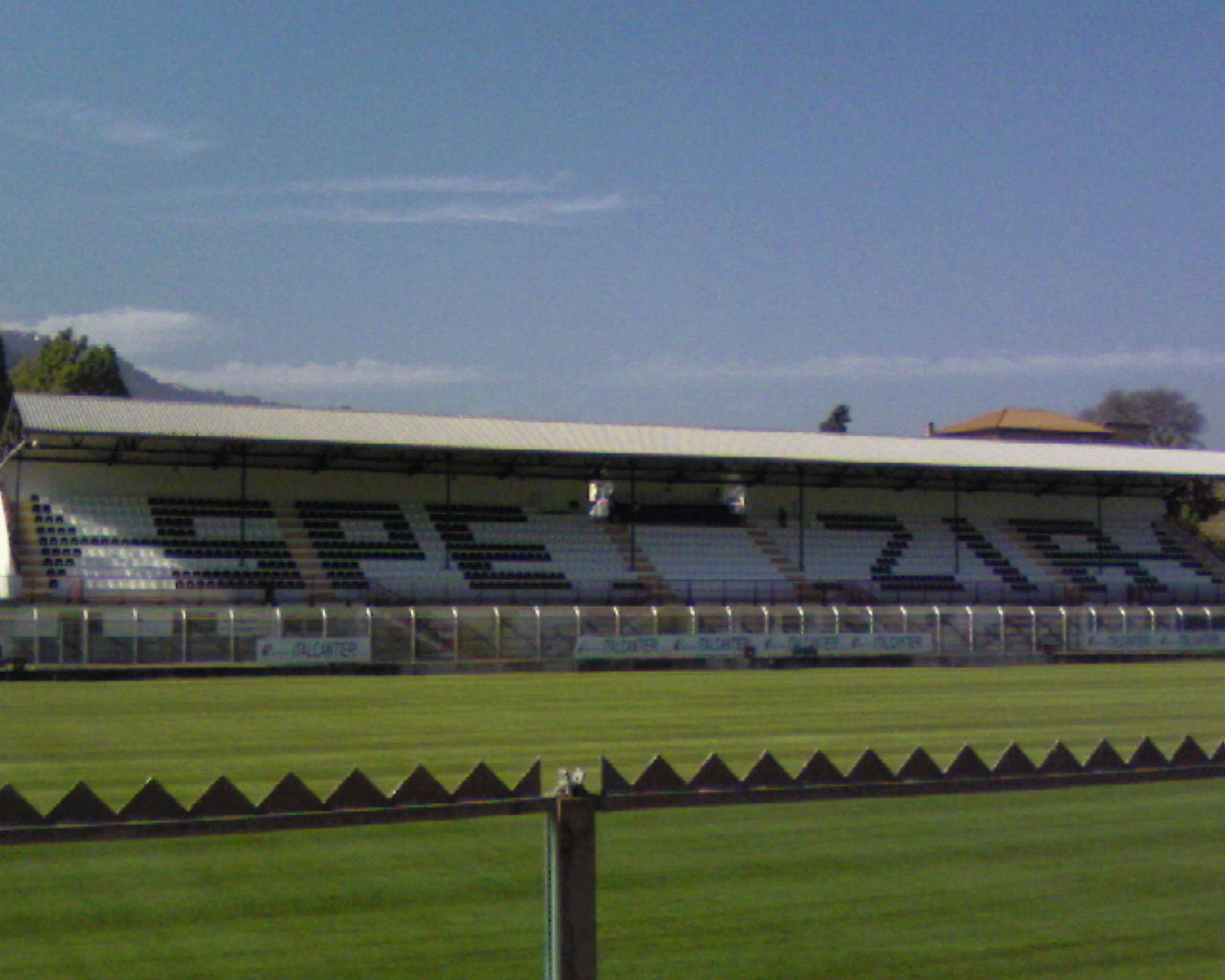
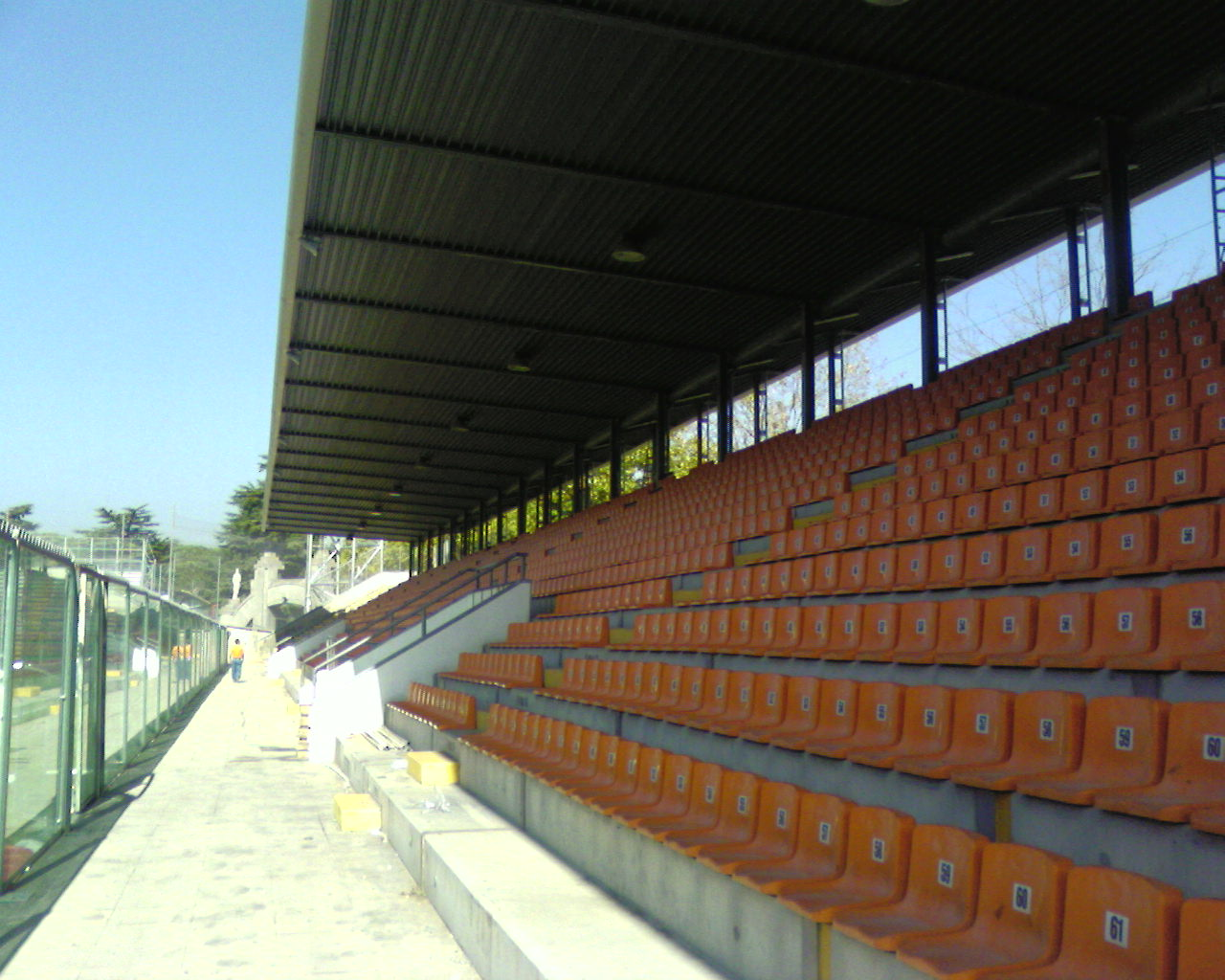
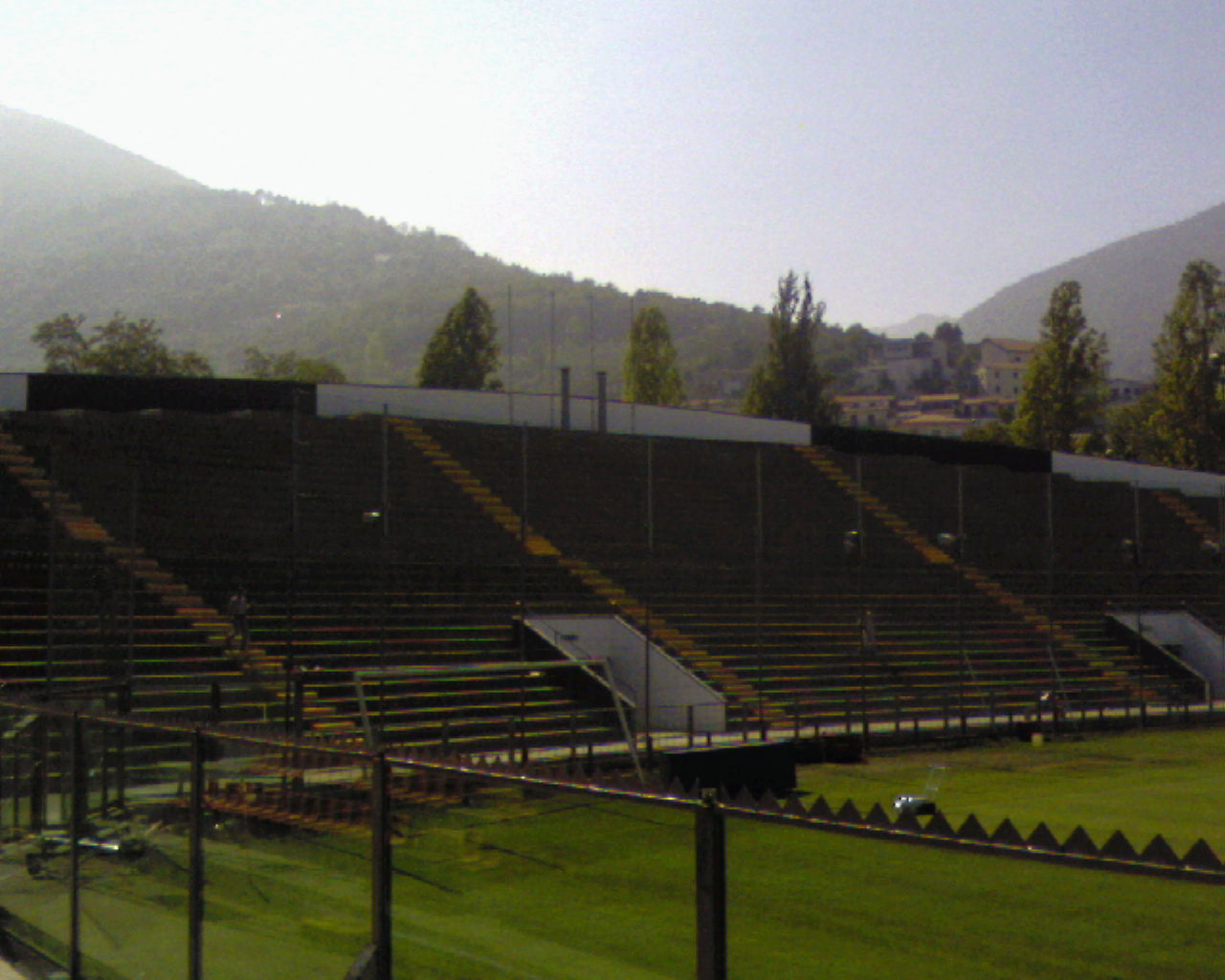
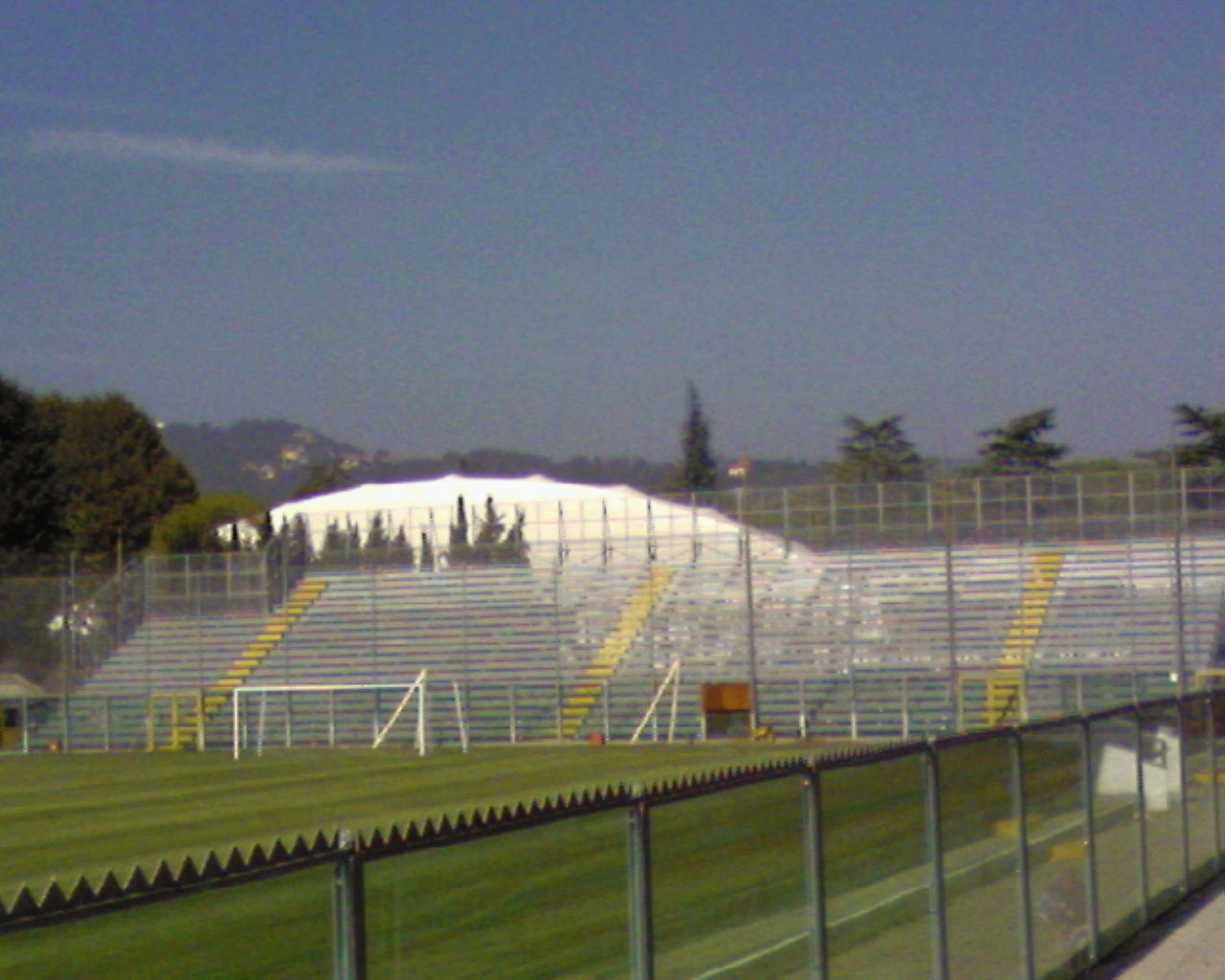
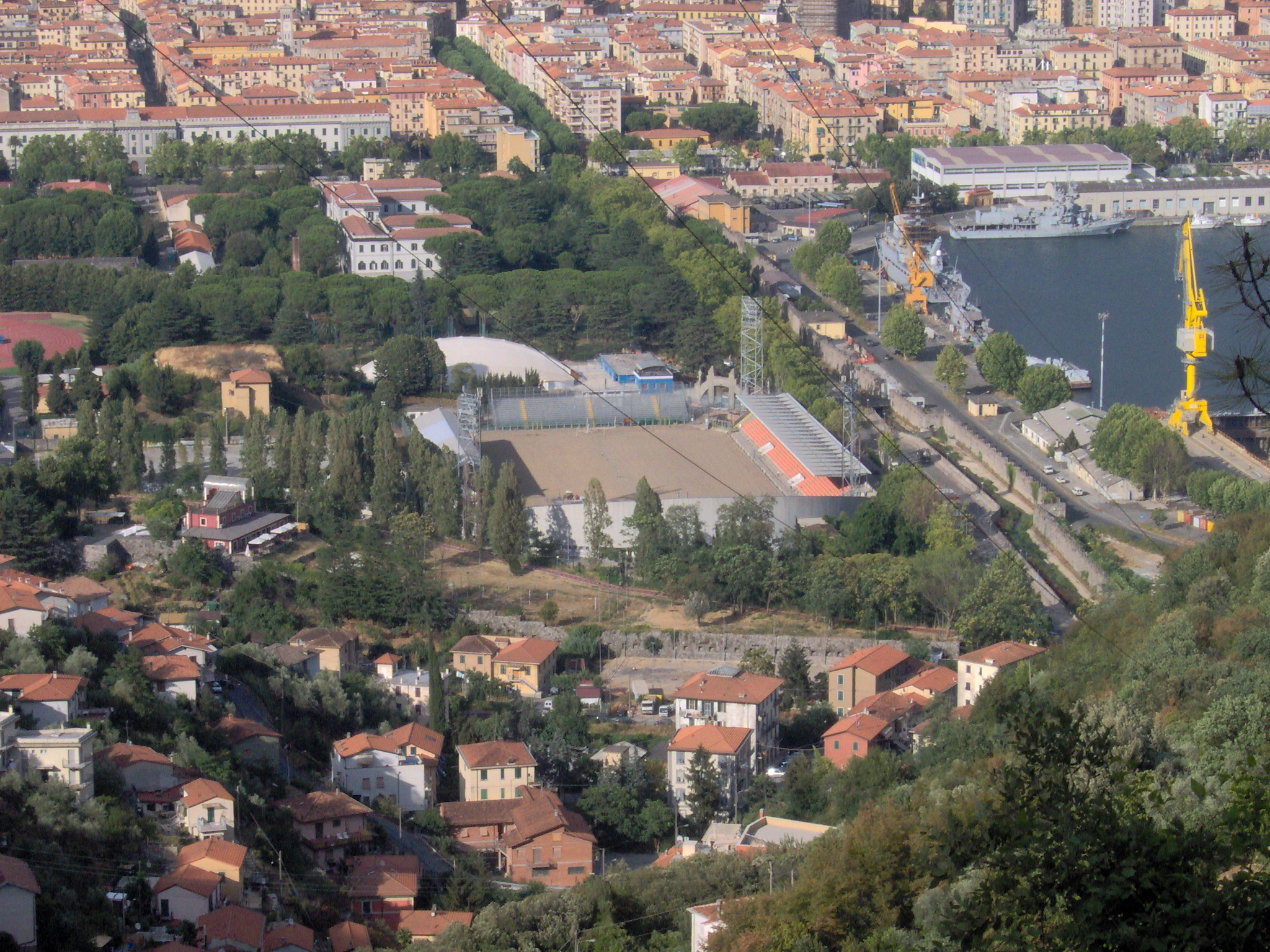